# Колмогорово (Красноярский край)
Колмого́рово — деревня в Енисейском районе Красноярского края Российской Федерации.

## История

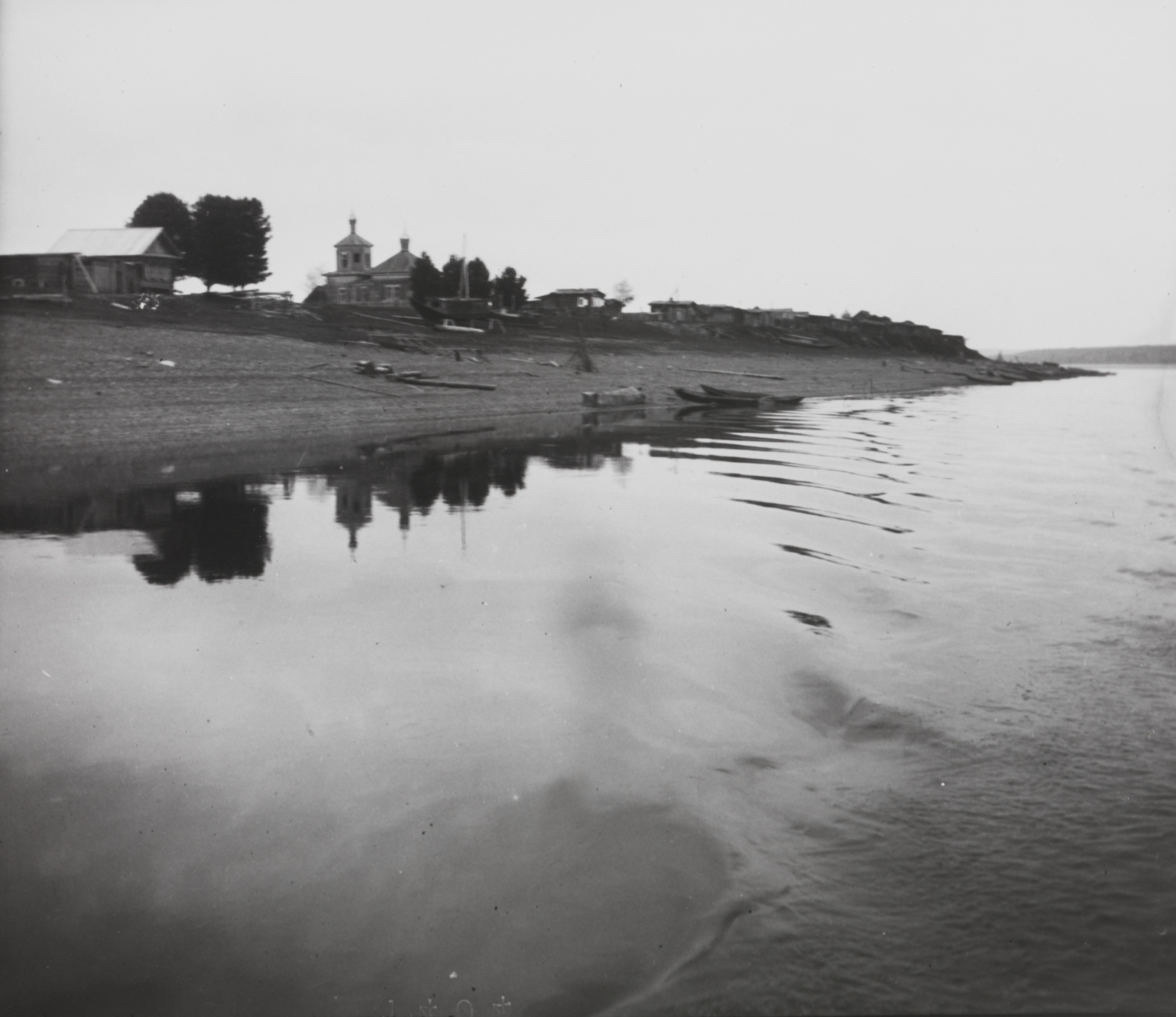
Колмогорово, 1913 (вид со стороны Енисея). На заднем плане видна церковь.
Фото Ф. Нансена

Деревня Колмогорово впервые упоминается в переписи 1691 года как заимка посадского ремесленника, кузнеца Ивана Колмогорова и названа по фамилии первого поселенца. Относилась по административному делению к Анциферовской волости Енисейского уезда, все селения которой располагались вниз по Енисею на протяжении 390 верст. Колмогорово обосновалось на левой стороне реки, где берег Енисея пологий, песчаный с отмелями и лугами. Население волости, в том числе и Колмогорово, состояло в основном из государственных крестьян и ссыльнопоселенцев. Хлебопашество было развито слабо из-за плохой почвы и сурового климата; огородные культуры жители выращивали для собственного потребления. Частыми были неурожаи. Основная часть жителей покупала хлеб в Енисейске или с плотов, которые перевозили его по Енисею в село Назимовское для оптовых поставщиков хлеба золотопромышленными компаниями. Жили звериным и рыболовным промыслом. Зимой занимались также извозом.
По данным за 1911 год в селе была церковь, называлась она Никольской и являлась приписной к Богородице-Казанской церкви села Назимовского. Медицинского заведения в селе не было, лечились в Назимовской сельской лечебнице. В Колмогорово тогда насчитывалось 32 двора, число душ на 1 января 1911 года состояло из 126 мужчин и 115 женщин. Колмогорово относилось наряду с Пономарево, Остятской и Савиной к Пономаревскому сельскому обществу, на эти села избирался один староста. С 1 января 1911 года по приговору сельского общества на должность старосты был избран крестьянин деревни Колмогоровой Никанор Михайлович Хромых, «неграмотный, под судом и следствием не состоял и не состоит, относить означенную должность может без ущерба и разорения своего хозяйства». Начало XX века для села было таким же тяжелым, как и для всей Российской империи. Революционные события, стихийные бедствия ухудшали положение населения. Налоги и подати жители волости платить не хотели, что объяснялось неурожаем хлеба, а также пропагандой ссыльных, высланных в уезд за участие в беспорядках. Кроме того, Анциферовская волость была одним из мест ссылки поляков. В селе Колмогорово проживали люди с фамилиями Якубовский, Карпинский.
В 1920 году в селе Колмогорово был образован революционный комитет.
Председателем ревкома был избран Жарников Иван Егорович, секретарем Логинов Петр Федорович. С августа 1920 года ревком был реорганизован в исполнительный комитет Совета, в его состав вошли Логинов Петр Федорович – председатель, Хромых Иван – секретарь, Попов Терентий Анфиногенович – кандидат на председателя и члены комитета Шароглазов Михаил Ефремович, Чувашов Петр Иванович, Шароглазов Кирилл Иванович, Кытманов Александр Васильевич. В административное подчинение сельсовета входили населенные пункты Савино, Ново-Савино, Остятская (Остяцкая), Колмогорово, Лазовка. Путем переписи Колмогоровский сельский ревком составил статистические сведения о населении сёл на конец 1919 - начало 1920 гг. В Колмогорово число дворов - 27, общее количество населения 231 человек, из них мужчин - 116, женщин - 115. Детей всего 68, из них 34 мальчика и 34 девочки. Школы тогда в селе не было.
В «Ведомости об учете сельского хозяйства по Анциферовской волости» за 1920 год в селе Колмогорово значится 38 фамилий (хозяйств). Крупного рогатого скота числится 108 голов, овец - 34, рабочий скот - 42. Из сельскохозяйственных орудий имеется 5 плугов, из которых 3 нуждаются в ремонте, 4 сохи, 6 борон, 50 кос. Занималось население и мелкими промыслами: рыболовство (орудия: невод, самолов), звероводство, «дранье дуба», сбор орехов, ягод.
В 20-30-е годы прошлого столетия в Колмогорово проживали семьи Жарниковых Егора Иннокентьевича, Ивана Егоровича; Шароглазовых Тимофея Яковлевича, Константина Николаевича, Николая Васильевича, Евгения Васильевича; Шадриных Ильи Николаевича, Петра Николаевича, Никиты Михайловича; Черноусовых Алексея Сергеевича, Антона Никитича, Григория Никитича, Ивана Никитича; а также Обороновы, Пономаревы, Гогоновы, Хромовы, Колмогоров Федот Пудович и другие.
В 1923 году в селе действовал комитет взаимопомощи, работала кооперативная лавка. Существовало Общество потребителей, располагавшее торговой лавкой и служебным домом. В селе, согласно документам, имелась слесарная мастерская, принадлежащая Александру Остальцеву. В середине 20-х годов население не занималось даже и так называемой ямщиной (перевозка грузов), так как возить было нечего, перебивались случайными попутными перевозками. В 1926 году у гражданина села Шароглазова за неуплату извознопромыслового налога было описано имущество. В составленную сельсоветом опись вошли 3 лошади, 2 коровы, 3 овцы, самовар и железная печка. Налогу же причиталось 8 рублей. Невозможность своевременной его уплаты объяснялась «окончанием ямщины, наступившей распутицей и совершенного отсутствия денег».
На общем собрании граждан села Колмогорово в 1923 году было решено открыть в селе школу. В 1928 году школа трехлетка обслуживала детей Колмогорово и Остятской. Согласно отчету школы учащихся на 1927-1928 учебный год с октября по март было 37 человек. С марта ученики начали выбывать в связи с весенними работами и по семейным обстоятельствам, к концу учебного года осталось 10 человек. Да и занятия начинались только в октябре месяце. Школа занимала здание Общества потребителей, все учащиеся располагались в одной комнате.
В 1931 году в селе был образован колхоз «1 мая». По данным 1938 года в колхозе 35 дворов в составе 147 человек, из них трудоспособных в возрасте 16 лет и старше 72 человека. Практически все хозяйства села вступили в колхоз. Основные направления деятельности - полеводство и животноводство. В колхозе развивались подсобные предприятия по переработке молока, смолокуренное производство по выработке смолы и дегтя, была мастерская по изготовлению саней и телег. Главными заработками колхоза «на стороне» являлись все тот же извоз (самый доходный), охота и, конечно, рыболовство. Колхозное животноводство состояло из 16 коров и 18 телят, 33 свиней и 108 лошадей. На все это хозяйство была одна доярка, 1 свинарь, 2 конюха и один бригадир-животновод. Управленческий аппарат состоял из председателя колхоза, председателя ревизионной комиссии и бухгалтера-счетовода. Председатель колхоза Карпинский Андрей Иванович, счетовод Оборонов Гавриил Иванович. При колхозе имелись детские ясли. В 1952 году в связи с присоединением к колхозу сельхозартелей имени Лазо и «Путь охотника» и укрупнением колхоз стал называться именем Ленина.
С 1941 по 1957 годы Колмогорово находилось в составе существовавшего в тот период Ярцевского района.
В 2010 году в Колмогорово был открыт новый фельдшерско-акушерский пункт.
Пассажирские перевозки по Енисею осуществляются 3 скоростными теплоходами на линии «Енисейск-Бор».
В ночь на 14 октября 2016 года произошёл крупный пожар. Сгорели два дома и надворные постройки. Из людей никто не пострадал. В одном из домов проживала семья Кирилла Горченёва. Сейчас им пришлось перебраться к родственникам. Второй дом принадлежал жителю Лесосибирска.
1 июня 2021 года около 15 часов возле Колмогорово начался пожар. На кадрах, снятых местной жительницей видно мощное зарево, а небо почти полностью затянуто густым дымом. Расстояние от участка возгорания до населённого пункта составляло 18 км. На тушение пожара были брошены силы пожарных авиалесоохраны, вокруг Колмогорово была проведена минерализованная полоса. По состоянию на 4 июня площадь возгорания увеличилась с 2000 до 8100 га. Большие площади пожаров обусловлены вспышкой сибирского шелкопряда в 2016-2017 гг. По состоянию на 8 июня площадь возгорания увеличилась до 9800 га, а число людей, задействованных в тушении пожаре составило 152 человек.
Осенью 2024 года «Ростелеком» проложил волоконно-оптическую линию связи (ВОЛС) до деревни Колмогорово. Масштабное строительство стартовало в конце августа. Отправной точной стала деревня Анциферово. От нее до Колмогорово было проложено 70 км оптики.

## Население
| 2010 | 2016 |
| ---- | ---- |
| 86   | ↘65  |

## Соседние населённые пункты
- Остяцкая
- Савино
- Пономарёво